# 兵庫県道716号玉野倉谷線
兵庫県道716号玉野倉谷線（ひょうごけんどう716ごう たまのくらたにせん）は、兵庫県加西市を通る一般県道である。

## 概要
加西市玉野町から加西市倉谷町に至る。

### 路線データ
- 起点：加西市玉野町（玉野交差点、兵庫県道24号多可北条線・兵庫県道371号高岡北条線交点）
- 終点：加西市倉谷町（倉谷西交差点、兵庫県道43号高砂北条線交点）
- 総延長：8.688 km

## 路線状況

### 道路施設

#### 橋梁
- 大坪大橋（下里川、加西市）
- 曽崎橋（山田川、加西市）

## 地理

### 通過する自治体
- 加西市

### 交差する道路
| 交差する道路                                   | 交差する場所 | 交差する場所             |
| ---------------------------------------------- | ------------ | ------------------------ |
| 兵庫県道24号多可北条線 兵庫県道371号高岡北条線 | 玉野町       | 玉野交差点 / 起点        |
| 兵庫県道23号三木宍粟線                         | 鶉野町       | フラワーセンター前交差点 |
| 国道372号 兵庫県道81号小野香寺線 重複          | 東笠原町     | 法華口交差点             |
| 兵庫県道43号高砂北条線                         | 倉谷町       | 倉谷西交差点 / 終点      |

### 交差する鉄道
- 北条鉄道北条線

### 沿線
- 兵庫県立北条高等学校
- 兵庫県立フラワーセンター
- 北条鉄道北条線 法華口駅